# Abundio Arauzo Yauri
Abundio Arauzo Yauris fue un político peruano.
Entre 1952 y 1953 fue Alcalde provincial de Junín. Fue elegido diputado por Junín en 1956 en las elecciones de 1956 en las que salió elegido Manuel Prado Ugarteche. Su mandato se vio interrumpido, días antes de que terminara, por el golpe de Estado realizado por los generales Ricardo Pérez Godoy y Nicolás Lindley.
Durante su gestión, Abundio Arauzo fue el impulsor de la creación de la Gran Unidad Escolar 6 de agosto de la provincia de Junín y él, junto con su madre, donaron el terreno donde se levanta esa institución educativa
Actualmente reside en los Estados Unidos.